# 四神足
四神足，梵文：ṛddhipāda，又称四如意足，为三十七菩提分法中四正勤所修的行品。“足”为“基础”之意。也就是用四种定力摄心，使定、慧均等，所愿皆得，故名如意足。四神足包括四种可以达到的禅定。

## 内容
四神足具體內容為 ：
1. 欲神足，为欲望成就。又称欲如意足，其由希望所产生的意愿之力，产生修行禅定的意志和行为。
2. 勤神足，为精进无间。又称精进如意足。欲为精进的依据，有了修行之愿，才能努力精进修行。对所修之法，无间断地专注一心，不断增长而起的禅定力。
3. 心神足，为一心正念。又称心如意足、念如意足。为心念之力而生的禅定，修行佛法忆念不忘，而且能够不断增长。
4. 观神足，为心不驰散。又称观如意足，慧如意足、思维如意足等，由观察思维佛教教义而有所成就的禅定。